# Акула-молот круглоголова
Акула-молот круглоголова (Sphyrna corona) — акула з роду акула-молот родини акули-молоти.

## Опис
Загальна довжина досягає 92 см. Голова середнього розміру. Має Т-подібні трохи втягнуті уздовж вирости на голові, передній край яких має вигляд округлої дуги. Передній край «молоту» зігнуто і має невеличкі виїмки. Вирости становлять 24-29 % довжини усього тіла. Очі округлі, з мигальною перетинкою. Розташовано на торцях виростів. Носові клапани невеличкі. Рот серпоподібний, сильно зігнуто. Зуби невеличкі, гострі. У неї 5 пар зябрових щілин. Тулуб кремезний. Грудні плавці широкі. Має 2 спинні плавці, з яких передній більший, ніж задній. Передній спинний плавець розташовано трохи за черевними плавцями, задній — навпроти анального. Анальний плавець довгий з рівною задньою крайкою. Хвостовий плавець гетероцеркальний.
Забарвлення спини сіре. Черево білуватого кольору.

## Спосіб життя
Тримається від поверхні до 100 м глибини. Воліє до континентальних і острівних шельфів. Часто зустрічається біля ділянок з м'яким ґрунтами, заростями водяної рослинності. Полює біля дна, є бентофагом. Живиться ракоподібними, молюсками, голкошкірими, дрібними рибами, морськими черв'яками.
Статева зрілість настає при розмірі 51 см. Це живородна акула. Самиця народжує 2 акуленята завдовжки 23 см.
Не становить загрози для людини Акула внесена до Червоного списку МСОП.

## Розповсюдження
Мешкає на сході Тихого океану: від Каліфорнійської затоки до узбережжя Перу.